# Толчанов, Иосиф Моисеевич
Иосиф Моисеевич Толча́нов (настоящая фамилия Толчан; 1891—1981) — советский актёр театра и кино, театральный режиссёр, педагог. Народный артист СССР (1962). Лауреат Сталинской премии второй степени (1950).

## Биография
Иосиф Толчан родился 29 апреля (11 мая) 1891 года в Москве, в семье хориста оперной труппы Моисея Бениаминовича Толчана (1864—?), впоследствии ставшего оперным певцом (тенор) и солистом Большого театра (1901—1921), известным под сценическим псевдонимом Михаил Минаевич Толчанов.
В 1900—1909 годах учился в Московском промышленном училище (ныне Российский химико-технологический университет имени Д. И. Менделеева), в 1911—1914 годах — в Льежском университете (Бельгия).
В 1915—1916 годах — конструктор Русского энергетического общества «Динамо», в 1916—1918 — конструктор Московского трубочного завода Л. А. Михельсона (ныне Московский электромеханический завод имени Владимира Ильича), в 1918—1919 — инспектор 2-го русского страхового общества, в 1919—1920 — инженер статистического бюро ВСНХ.
После 1917 году поступил в Мамоновскую студию в Москве (руководители Б. Е. Захава и Ю. А. Завадский).
В 1918 году вместе с Мамоновской студией как актёр влился в состав 3-й студии МХАТ, впоследствии, с 1926 года — Театр имени Е. Вахтангова. В театре как режиссёр ставил спектакли. В 1950—1953 годах — заведующий труппой театра.
С 1920 года занимался педагогической деятельностью, преподавал в узбекской театральной студии, в якутской студии ГИТИСа, Театральном училище имени Б. Щукина (с 1946 — профессор).
Автор книги «Мои роли» (1961).
Член КПСС с 1959 года.

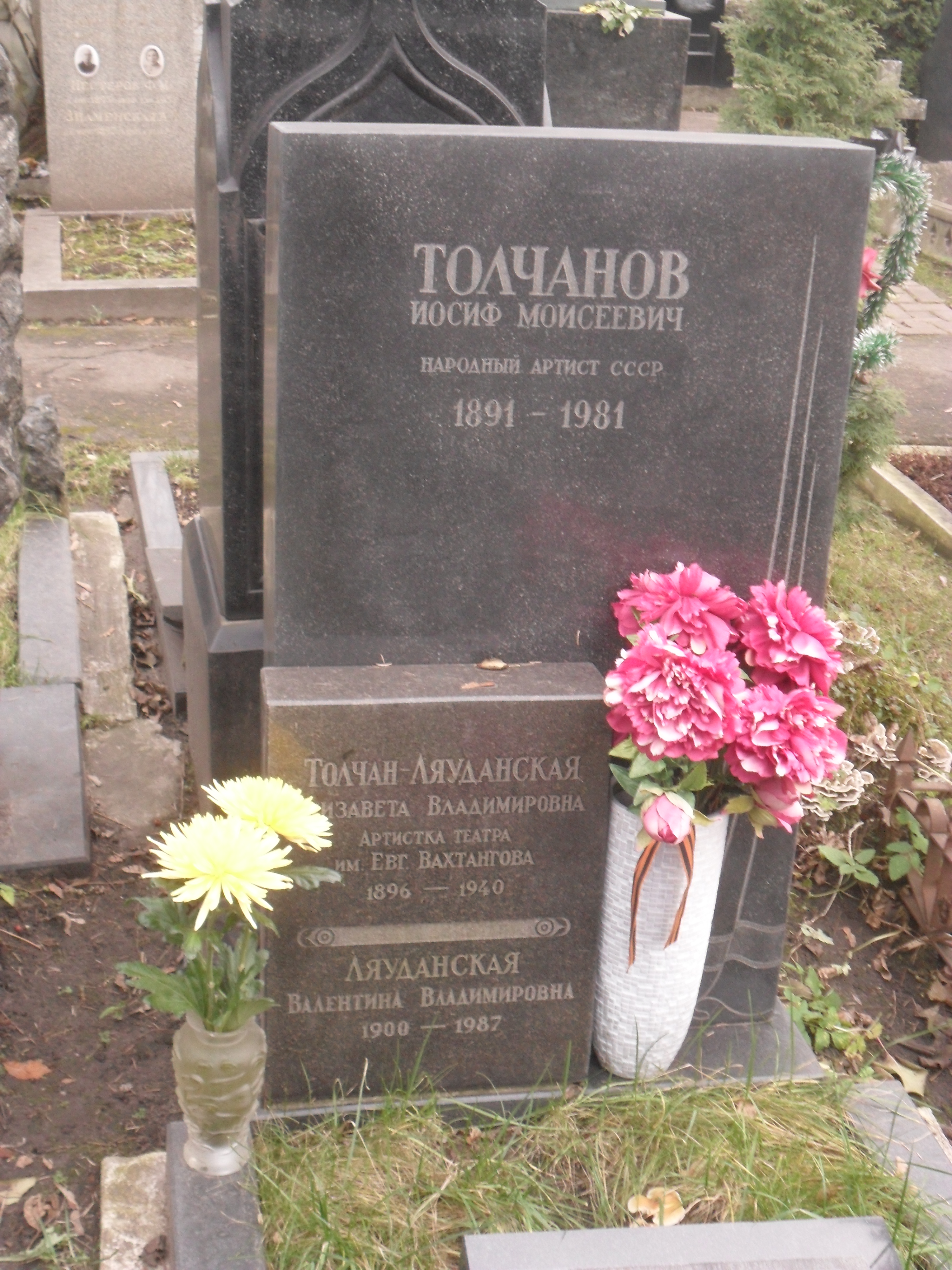
Могила Толчанова на Новодевичьем кладбище Москвы.

Иосиф Моисеевич Толчанов умер 24 августа 1981 года в Москве. Похоронен на Новодевичьем кладбище (участок № 2).

### Семья
- Жена — Елизавета Владимировна Толчан-Ляуданская (Ляуданская; 1896—1940), актриса Театра имени Е. Вахтангова, педагог.
- Сын — Александр Иосифович Толчан (1925—2009).
- Брат — Яков Моисеевич Толчан (1901—1993), кинооператор и режиссёр, учёный в области киносъёмочной аппаратуры, автор монографии «Киносъёмочная аппаратура» (1968), мемуаров «Зримые воспоминания» (Из дневника кинооператора, 1976) и «Портрет времени» (1988), книги «Кинолюбители — кто они?» (1982); муж композитора Веры Владимировны Красноглядовой (1902—1970)[7].

## Награды и звания
- Народный артист РСФСР (1945)
- Народный артист СССР (1962)
- Сталинская премия второй степени (1950) — за исполнение роли Иоахима Пино в спектакле «Заговор обречённых» Н. Е. Вирты
- Орден Ленина (1971)
- Орден Октябрьской Революции (1981)
- Орден Трудового Красного Знамени (1946)
- Медаль «За доблестный труд в Великой Отечественной войне 1941—1945 гг.» (1946)
- Медаль «В память 800-летия Москвы» (1948).

## Творчество

### Роли в театре
1. «Свадьба» А. П. Чехова — Нюнин
2. «Воры» по А. П. Чехову — Калашников
3. «На крови» С. Д. Мстиславского — Азеф
4. 1921 — «Чудо Святого Антония» М. Метерлинка — Бригадир
5. 1922 — «Принцесса Турандот» К. Гоцци — Барах[2]
6. 1924 — «Комедии Меримэ» («Ад и рай») — Фрай Бартоломео
7. 1925 — «Виринея» Л. Н. Сейфуллиной и В. П. Правдухина — Магара
8. 1927 — «Барсуки» Л. М. Леонова — Савелий
9. 1928 — «Зойкина квартира» М. А. Булгакова — Ган-Дза-Лин
10. 1930 — «Темп» Н. Ф. Погодина — Болдырев
11. 1930 — «Коварство и любовь» Ф. Шиллера — Президент Ф. Вальтер
12. 1933 — «Интервенция» Л. И. Славина — Полковник Фреманде
13. 1937 — «Человек с ружьём» Н. Ф. Погодина — Иван Шадрин
14. 1939 — «Ревизор» Н. В. Гоголя — АнАртемий Филиппович Земляника
15. 1941 — «Маскарад» М. Ю. Лермонтова — Евгений Александрович Арбенин
16. 1942 — «Фронт» А. Е. Корнейчука — Гайдар
17. 1945 — «Великий государь» В. А. Соловьёва — Иван Грозный
18. 1947 — «Глубокие корни» Дж. Гоу и А. Д’Юссо — Элсуорт Ленгдон, сенатор
19. 1949 — «Заговор обречённых» Н. Е. Вирты — Иоаким Пино, министр общественной безопасности
20. 1950 — «Первые радости» по К. А. Федину — Полотенцев
21. 1953 — «Кандидат партии» А. А. Крона — Прокофий Андреевич Леонтьев
22. 1954 — «Горя бояться — счастья не видать» по С. Я. Маршаку — Андрей Кузьмич
23. 1955 — «Лев Гурыч Синичкин, или Провинциальная дебютантка» Д. Т. Ленского(радиоспектакль), режиссёр Р. Н. Симонов — Зефиров
24. 1956 — «Фома Гордеев» М. Горькому — Яков Маякин
25. 1958 — «Идиот» по Ф. М. Достоевскому — Епанчин
26. 1959 — «Маленькие трагедии» («Скупой рыцарь») А. С. Пушкина — Барон
27. 1962 — «Живой труп» Л. Н. Толстого — Сергей Дмитриевич Абрезков
28. 1971 — «Антоний и Клеопатра» У. Шекспира — Предсказатель
29. 1976 — «Ричард III» У. Шекспира — Джон Мортон

### Постановки
1. 1927 — «Партия честных людей» Ж. Ромена
2. 1932 — «Пятый горизонт» П. Д. Маркиша
3. 1935 — «Далёкое» А. Н. Афиногенова

Как сорежиссёр принимал участие в постановке спектаклей «Виринея» Л. Н. Сейфуллиной и В. П. Правдухина, «Разлом» Б. А. Лавренёва, «Интервенция» Л. И. Славина, «Достигаев и другие» М. Горького, «Гроза» А. Н. Островского.

### Фильмография
1. 1924 — Аэлита — бородатый марсианский астроном
2. 1925 — Закройщик из Торжка — лавочник Семижилов
3. 1937 — Граница на замке — помощник начальника заставы
4. 1938 — Борьба продолжается («Троянский конь») — следователь
5. 1938 — Семья Оппенгейм — Мартин Оппенгейм, отец Бертольда
6. 1939 — В поисках радости («Сказ о Никите Гурьянове») — Филат Гусев
7. 1939 — Ленин в 1918 году — врач Андрей Фёдорович
8. 1953 — Корабли штурмуют бастионы — Гамильтон

### Телеспектакли
1. 1964 — Соучастие в убийстве — комиссар полиции
2. 1969 — Оперативная командировка — лесник
3. 1975 — Конармия — эпизод
4. 1978 — День-деньской — Марсель Симонсон
5. 1979 — Идиот — Епанчин
6. 1980 — Антоний и Клеопатра — Предсказатель